# Xavi Bou
Xavi Bou   (Barcelona, 1979) és un fotògraf català que es dedica especialment a la cronofotografia, concretament a l'ornitografia.
Va estudiar Geologia a la Universitat de Barcelona i es va llicenciar en fotografia a la Grisart Escola Internacional de Fotografia, un centre privat de Barcelona que es dedica exclusivament a ensenyar fotografia des de l'any 1985.
L'any 2009 va fundar LACRIN juntament amb un soci comercial, Daniel Ciprian. Es tracta d'un estudi especialitzat en projectes de retoc i campanyes per a fotògrafs, marques i revistes d'Espanya i l'estranger. També, durant quatre anys, va desenvolupar i executar diversos cursos en les àrees de Fotografia Digital i Postproducció per a l'Escola Grisart.

## Projecte "Ornitographies"
Com a fotògraf, ha creat les Ornitografies, un projecte que porta realitzant des de fa més de sis anys, on reflecteix el sistema de vol de les aus fent servir la tècnica de la cronofotografia, una pràctica fotogràfica que busca documentar el moviment mitjançant la superposició de diferents marcs per tal d'imitar el moviment a la perfecció.
"Em dedico a la fotografia publicitària i la meva passió sempre han estat temes relacionats amb la natura. Des de sempre m'han interessat les petjades dels animals. Vaig buscar un projecte personal que combinés la meva professió, junt amb la voluntat de crear alguna cosa que no s'hagués mostrat fins ara, des d'un punt de vista que no s'havia fet."

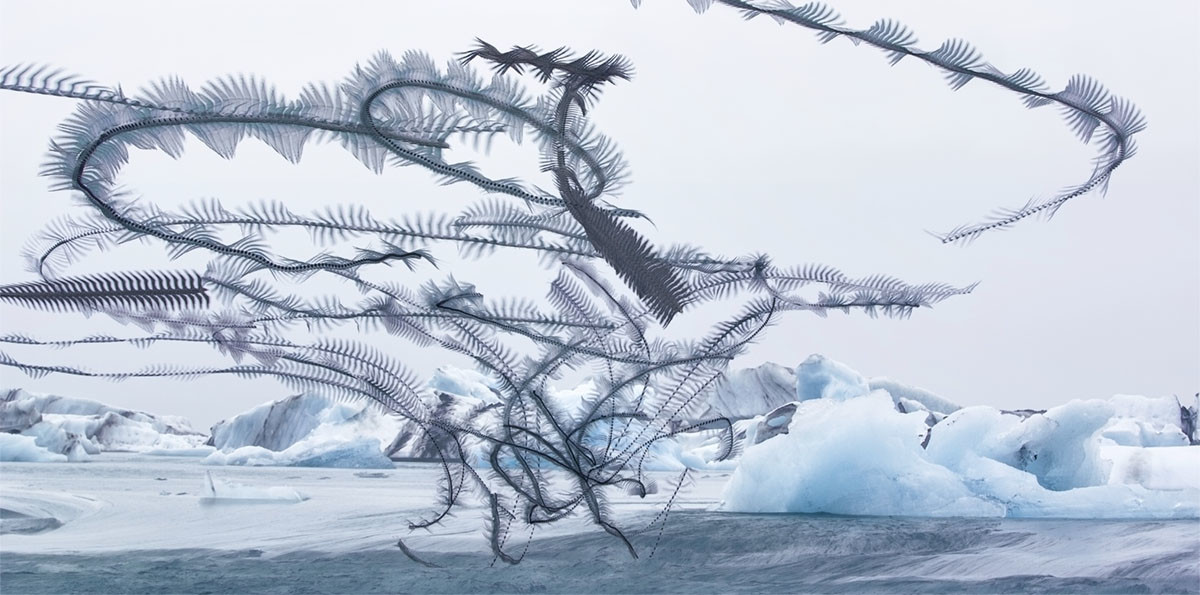
Ornitografia de Xavi Bou

### Origen de la tècnica

Cavall animat d'Eadweard Muybridge

La cronofotografia fou creada a finals del segle xix, coneguda a través dels seus principals representants: Eadweard Muybridge, Étienne-Jules Marey i Ottomar Anschütz. Aquesta consisteix a fer una gran quantitat de fotografies seguides i després combinar-les totes en una.

Xavi Bou afirma que es basa constantment en l'obra d'aquests cèlebres autors per a la seva. 
“M'he basat en les cronofotografies del cavall que van donar origen a la imatge animada, fetes per Eadweard Muybridge”

### Modus operandi
En la primera etapa de l'estudi, en la qual Xavi Bou va invertir 5 anys, va utilitzar la seva càmera de fotografies. Posteriorment, per tal de perfeccionar la tècnica i les fotografies va fer servir càmeres cinematogràfiques professionals. Aquestes càmeres permetien dur a terme de 60 a 90 fotografies en un segon a una gran resolució.
La majoria de les imatges van ser dutes a terme a Catalunya o a la zona de la Península Ibèrica. No obstant això, va aprofitar els seus viatges a l'estranger com Uganda, EUA o Sud-àfrica per fer fotografies a ocells més exòtics.